# Dragizjevo
Dragizjevo (bulgariska: Драгижево) är ett distrikt i Bulgarien.   Det ligger i kommunen Obsjtina Ljaskovets och regionen Veliko Tărnovo, i den centrala delen av landet, 200 km öster om huvudstaden Sofia.